# Christina Grof
Christina Grof (30. prosince 1941 – 15. června 2014) byla významnou osobností v oblasti transpersonální psychologie. Spolu se svým manželem Stanislavem Grofem založila a vedla asociaci International Transpersonal Association (ITA). Stála u zrodu techniky holotropního dýchání. Založila podpůrnou síť Spiritual Emergence/Emergency Network (SEN). Byla prezidentkou výcvikového programu Grof Transpersonal Training (GTT), kde se věnovala výcviku holotropního dýchání a transpersonální psychologie. Je autorkou a spoluautorkou knih na toto téma. Společně s manželem pořádala mnoho konferencí a kurzů po celém světě. V říjnu 2014 byla založena nadace Stanislav and Christina Grof Foundation.

## Život
Vystudovala umění, literaturu a mytologii na Sarah Lawrence College u Josepha Campbella. Zajímala se o téma smrti a znovuzrození v mýtech. Po absolutoriu přednášela o umění a literatuře.
V roce 1968 při porodu prvního dítěte, syna Nathaniela, prožila probuzení hadí síly (kundalíní). Tento neznámý a matoucí zážitek se opakoval s ještě větší intenzitou o dva roky později při porodu dcery Sarah. Praktikovala hathajógu, roku 1974 se stala žačkou Svámí Mukatanandy, jenž v ní probuzenou kundalíní dále rozvíjel. Propastný rozkol mezi vnitřním světem duchovních vizí a vnějším materiálním světem však vedl k dlouholeté osobní krizi, jejíž součástí byl i boj s alkoholismem.
V letech 1976–1988 vyučovala v Esalen Institutu.

## Význam Christiny Grof v psychologii
Christina Grof dokázala svou vlastní zkušenost boje s alkoholem a připoutáním využít k hlubšímu pochopení života a lidské psychiky. Ve své knize Žízeň po celistvosti se nechala se inspirovat Carlem Gustavem Jungem a základním 12stupňovým programem Sdružení anonymních alkoholiků. Spiritualitu považovala za jednu ze zásadních složek úspěšné léčby závislostí.
Je známa jako spoluautorka metody holotropního dýchání. Tento druh terapie pomáhá navodit holotropní stavy bez škodlivých vedlejších účinků, které s sebou přináší psychotropní látky.

## Ocenění
Christina Grof byla oceněna třemi čestnými doktoráty.